# Antimoniuro de indio
El antomoniuro de indio (InSb) es un compuesto de Indio y Antimonio. Es un semiconductor de banda prohibida, similar al arseniuro de galio. Este compuesto es utilizado en detectores de infrarrojos como cámaras termográficas y guiado de misiles.
Otra aplicación se encuentra en la producción de radiación terahertz.

## Propiedades físicas
El antomoniuro de indio tiene la apariencia de cristales oscuros grises vítreos.
Al calentarse por encima de los 500 °C se funde y descompone, liberando antimonio y óxido de antimonio.
Este compuesto tiene una banda prohibida de 0.17 eV a 300K y de 0.23 eV a 80K.
El compuesto sin dopar a 300K posee la mayor movilidad electrónica,  velocidad de deriva y transporte balístico de todos los mareriales conocidos, solo siendo superado por los nanotubos de carbono.
Una lámina del compuesto entra láminas de antimoniuro de aliuminio-indio actúa como pozo cuántico. Este efecto es utilizable en la construcción de transistores de alta velocidad, en el orden de los GHz.